# Schipper
Een schipper is iemand die op een schip of boot de leiding heeft over, en verantwoordelijkheid draagt voor de vaart, de bemanning en de interne organisatie van het vaartuig. De persoon beschikt in de regel over de kennis, kunde, ervaring en de vereiste diploma's om als gezagvoerder te kunnen en mogen optreden. De term wordt gebruikt in de beroepsvaart, vooral de binnenvaart, bij de bruine vloot en de recreatievaart, bij de laatste is het min of meer afhankelijk van de grootte van het vaartuig.

## Zeevaart
De schepen van de Vereenigde Oostindische Compagnie (VOC) hadden een schipper aan boord, die de leiding had over de zeelieden en verantwoordelijk was voor het reilen en zeilen van het schip. Het hoogste gezag berustte bij een koopman, afgevaardigde van de Heren Seventien, het bestuur van de VOC. Het is hier dat de naam gezagvoerder zijn oorsprong vond.
Thans is in de zeevaart de kapitein de gezagvoerder van een handelsvaartuig.
Tevens in de hedendaagse Koninklijke Marine bestaat nog steeds de aanspreektitel schipper. Deze titel is voorbehouden aan sergeantenmajoor van de nautische dienst. Voor onderofficieren nautische dienst met de rang adjudant-onderofficier (zie de lijst van militaire rangen van de Nederlandse krijgsmacht) wordt de titel opperschipper gebruikt.
Bij zeilraces op zee spreekt men de gezagvoerder van een groot zeiljacht ook aan met schipper of "skipper".

## Zeevisserij
De gezagvoerders van de vissersschepen die deelnemen aan de grote visserij ter zee en op de oceanen worden nog steeds schipper genoemd, zelfs al zijn de schepen intussen immens groot van omvang, capaciteit en bemanning geworden. De gezagvoerders echter van de schepen die eertijds deel uitmaakten van de vloot van pinken en bomschuiten van de kustdorpen werden stuurman genoemd. De tweede man aan boord – die elders als stuurman zou zijn bestempeld – werd op de bomschuit stuurmansmaat genoemd. Het is opmerkelijk dat bij de Vlaardingse zeevisserij – waar de gezagvoerder toch een schipper was – de feitelijke stuurman ook als stuurmansmaat werd aangeduid.
Bij de toenmalige vleetvisserij op haring, een honderden jaren oude vorm van Noordzeevisserij die tegen 1970 haar einde vond, moest een schipper van een vissersvaartuig, naast de zorgen voor het schip en voor de vangsten, evenzeer persoonlijk zorg dragen voor het aanwerven van zijn aankomende bemanning. Deze diende daarbij te monsteren voor de duur van een teelt. Het was niet ongebruikelijk dat een reder, waar het ging om een fortuinlijke schipper, ook diens zoon liet opklimmen tot de eindrang van schipper.

## Binnenvaart
De gezagvoerder aan boord van een binnenvaartschip is degene die verantwoordelijk is voor de veilige vaart. In de praktijk is dat altijd een kapitein of schipper. In de continuvaart varen dus meerdere kapiteins of schippers aan boord, waarvan er op een bepaald moment altijd maar één als de gezagvoerder optreedt. Die geeft leiding aan de deksman, lichtmatroos, matroos, volmatroos en stuurman. 
Op passagiersschepen en grotere veerboten spreekt men meestal van een kapitein; op kleinere veerboten van een veerman. Op de overige schepen meestal van een schipper of een binnenschipper.
Een vervanger is de aflosschipper of aflosser. De onder elkaar gebezigde aanspreektitel is van oudsher: buurman of buurvrouw.
De schipper in de binnenvaart is ook dikwijls de eigenaar van het binnenschip.

## Recreatievaart
Ook in de recreatievaart wordt de gezagvoerder van een schip schipper genoemd. Aan zo'n schipper worden op het binnenwater in verband met de nautische veiligheid dezelfde eisen gesteld als aan schippers in de beroepsvaart. 
Om deze reden doet iedereen die een boot bestuurt dat een schip genoemd kan worden, er verstandig aan een geldig vaarbewijs te behalen, maar dat vaarbewijs is niet vereist voor het besturen van een schip dat korter is dan 15 meter en niet sneller kan varen dan 20 kilometer per uur.

## Vaarbewijzen en keuringen
In Nederland is, afhankelijk van het vaargebied en grootte van het schip, voor het voeren van het gezag over een schip formeel het klein vaarbewijs, beperkt groot vaarbewijs of groot pleziervaartbewijs of het groot vaarbewijs vereist. De keuringen voor de vaarbewijzen verschillen per vaarbewijs. Voor het Klein vaarbewijs kan worden volstaan met het invullen van een Eigen Verklaring.
Per 18 januari 2022 zijn de eisen aangepast. Er zijn verschillende soorten kwalificatiecertificaten, verbonden aan de verschillende functies van de dekbemanningsleden. Het kwalificatiecertificaat schipper betreft een vaarbevoegdheidsbewijs(vaarbewijs), waarmee aangetoond wordt dat de houder bevoegd en bekwaam is een bepaald vaartuig te besturen. Ook houdt dit kwalificatiecertificaat schipper een aantal bekwaamheden in die zien op het management van het schip en de aanwezige bemanning. Het kwalificatiecertificaat schipper vervangt twee bestaande vaarbevoegdheidsbewijzen: het groot vaarbewijs en het beperkt groot vaarbewijs. Het onderscheid tussen deze twee oude vaarbewijzen bestaat in de nieuwe situatie niet meer. Het onderscheid tussen vaarbewijzen voor rivieren, kanalen en meren en vaarbewijzen voor alle binnenwateren blijft wel bestaan, maar dan in de vorm van een specifieke vergunning voor wateren van maritieme aard. Deze wateren komen in de praktijk overeen met de wateren, waarvoor tot nog toe een vaarbewijs alle wateren vereist is geweest. 